# Liste der Justizvollzugsanstalten in Deutschland

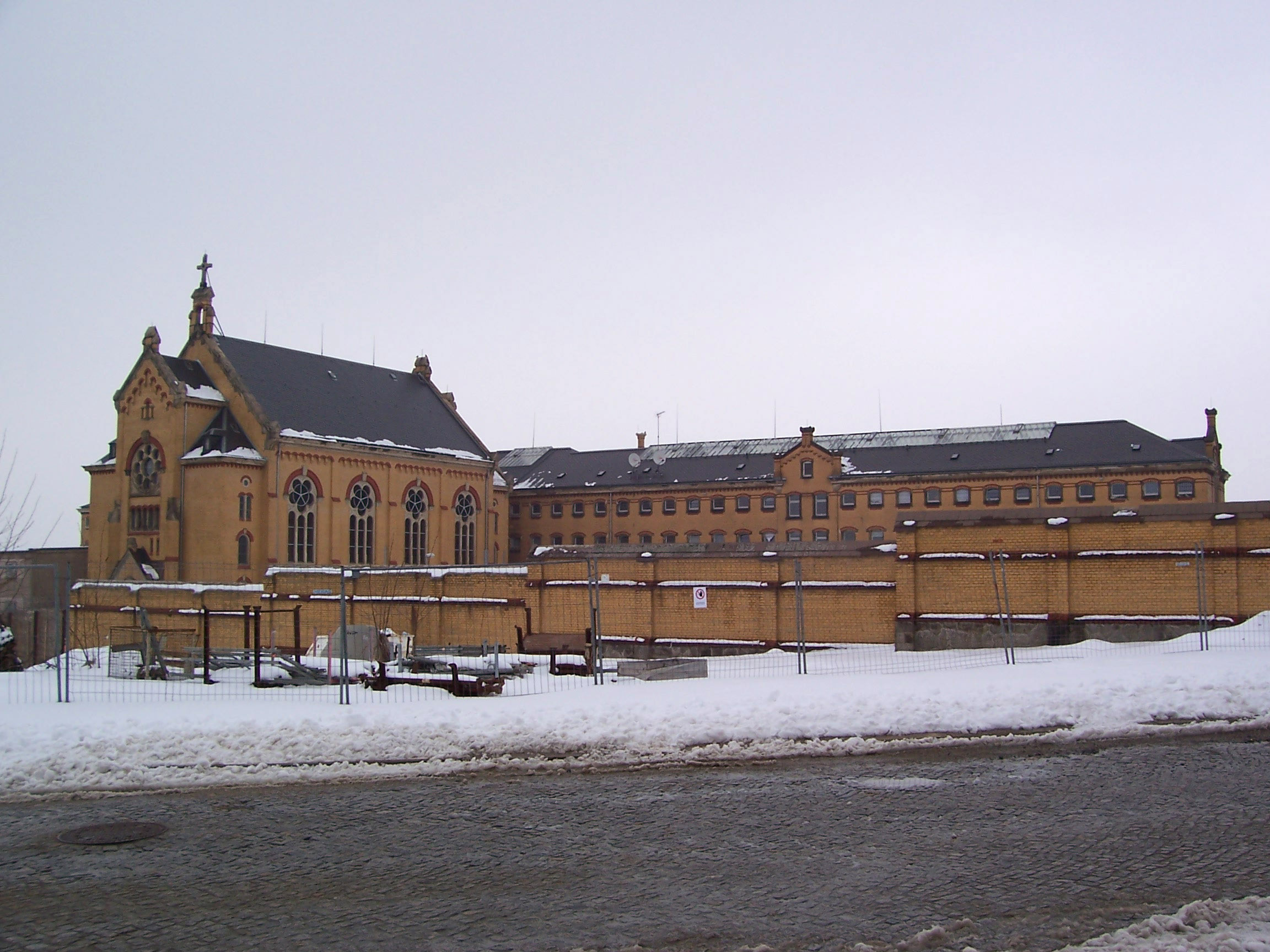
Bautzen I, Sachsen

Die Liste der Justizvollzugsanstalten in Deutschland nennt Justizvollzugsanstalten und andere Justizeinrichtungen in der Bundesrepublik Deutschland. Sie ist nach den sechzehn Ländern untergliedert.

## Liste
- Liste der Justizvollzugsanstalten in Baden-Württemberg
- Liste der Justizvollzugsanstalten in Bayern
- Liste der Justizvollzugsanstalten in Berlin
- Liste der Justizvollzugsanstalten in Brandenburg
- Justizvollzugsanstalt Bremen
- Liste der Justizvollzugsanstalten in Hamburg
- Liste der Justizvollzugsanstalten in Hessen
- Liste der Justizvollzugsanstalten in Mecklenburg-Vorpommern
- Liste der Justizvollzugsanstalten in Niedersachsen
- Liste der Justizvollzugsanstalten in Nordrhein-Westfalen
- Liste der Justizvollzugsanstalten in Rheinland-Pfalz
- Liste der Justizvollzugsanstalten im Saarland
- Liste der Justizvollzugsanstalten in Sachsen
- Liste der Justizvollzugsanstalten in Sachsen-Anhalt
- Liste der Justizvollzugsanstalten in Schleswig-Holstein
- Liste der Justizvollzugsanstalten in Thüringen